# Mikleuš
Mikleuš ist ein Ort und eine Gemeinde in der kroatischen Gespanschaft Virovitica-Podravina.
Mikleuš befindet sich im Norden Slawoniens, etwa 20 km von Slatina entfernt. 
2011 zählte die Gemeinde 1464 Einwohner. Angrenzende Orte sind Čačinci und Bukovački Antunovac.
Mikleuš verfügt über einen Bahnhof und kann auch per Bus erreicht werden. 